# Manfred Erdenberger
Manfred Erdenberger (* 30. August 1941 in Münster) ist ein deutscher Journalist. Von 1969 bis 2006 arbeitete er als Hörfunk- und Fernsehmoderator für den Westdeutschen Rundfunk (WDR) in Köln und war eine der prominentesten Stimmen des Senders.

## Leben
Der „Westfale von Geburt und aus Überzeugung“, wie er sich selbst beschreibt, arbeitete nach dem Volontariat zunächst als Redakteur bei mehreren Zeitungen im Ruhrgebiet. 1969 kam er zum WDR und begann im Studio Dortmund als Reporter. 1972 startete er seine lange Karriere am Studio-Mikrofon: Als Redakteur und Moderator übernahm er verschiedene Hörfunk- und Fernsehsendungen.
1973 wechselte Erdenberger nach Köln in die WDR-Zentrale. Dort war er in den folgenden Jahrzehnten hauptsächlich für die Info-Welle WDR 2 tätig, unter anderem als Moderator der aktuellen Sendungen „Morgenmagazin“, „Mittagsmagazin“ und „Zwischen Rhein und Weser“. Mit seiner markanten Stimme, seinem trockenen Humor und seinem breiten fachlichen Spektrum avancierte er zu einem der beliebtesten Hörfunk-Journalisten des Senders. Zu seinem Markenzeichen wurde der westfälische Gruß „Guat goahn“, mit dem er sich am Ende jeder Sendung verabschiedete. Hierfür wurde er 2001 als Botschafter der Stadt Münster gewürdigt.
Ab 1980 leitete Manfred Erdenberger das Reportage-Ressort in der Aktuellen Abteilung, ab 1982 das Chef-vom-Dienst-Büro in der Chefredaktion Hörfunk. Seit 1988 bekleidete er auch den Posten des stellvertretenden Hörfunk-Chefredakteurs. Zugleich stand er lange Jahre auch für das Fernsehen vor der Kamera: So moderierte er unter anderem die Talk-Sendungen „Mittwochs in …“ und „Mittwochs mit …“ sowie die „Aktuelle Stunde“ im WDR-Fernsehprogramm und führte durch den Showklassiker „Spiel ohne Grenzen“ in der ARD.
1992 übernahm Erdenberger als Chefredakteur die Leitung des WDR-Programmbereichs Politik. 1996 berief ihn WDR-Intendant Fritz Pleitgen zum Politischen Chefkorrespondenten. In dieser Funktion berichtete er acht Jahre lang in Reportagen und Kommentaren über wichtige Ereignisse im In- und Ausland, speziell aus dem Nahen Osten. Als „Teamchef Hörfunk“ war er zudem seit 1994 zehn Jahre lang bei Olympischen Spielen, Fußball-Europa- und -Weltmeisterschaften im Einsatz.
1979 wurde er für sein journalistisch-gewerkschaftspolitisches Engagement  von der Gewerkschaft der Polizei (GdP) mit der Goldenen Medaille und 1985 von der Gewerkschaft Nahrung-Genuss-Gaststätten (NGG) mit dem Journalistenpreis ausgezeichnet.
Am 1. September 2004 schied er offiziell aus dem aktiven Dienst aus. Als freier Mitarbeiter moderierte Manfred Erdenberger trotzdem weiterhin aktuelle Sendungen auf WDR 2, unter anderem das „Mittagsmagazin“ und den „MonTalk“. Erst am 30. August 2006, seinem 65. Geburtstag, verabschiedete er sich endgültig von seinen Hörern.
Erdenberger lebt seit  Jahrzehnten in Köln. Er ist verheiratet und hat drei erwachsene Kinder; sein Sohn Ralph Erdenberger ist ebenfalls Hörfunkjournalist beim WDR.

## Gesellschaftliches Engagement
Von 2006 bis 2014 war Manfred Erdenberger Sprecher der von ihm gegründeten überparteilichen, interreligiösen „Deutschen Initiative für den Nahen Osten“ (DINO), die sich für Beiträge der Zivilgesellschaft zum Frieden in der Region einsetzt. DINO wurde im November 2013 mit dem Mohammad-Nafi-Tschelebi-Friedenspreis ausgezeichnet. Erdenberger ist seit Mitte 2015 Ehrenvorsitzender der Initiative.
Der aktive Reiter stand drei Jahre lang dem Reiterverein Oranjehof als Präsident vor.
Seiner Heimatstadt Münster ist er nach wie vor verbunden: Für sein Engagement für die Stadt ehrten ihn auch mehrere Karnevalsgesellschaften mit ihren Brauchtumsorden, u. a. der „Coerder Carnevals Club“ 2005 mit dem „Mückenstich-Orden“ und die münstersche KG "Böse Geister" mit dem Titel "Ehrenratsherr" (1982), aber auch die Düsseldorfer Karnevalsgesellschaft "Knaasköpp von 1929" mit dem Jacob-Hermes-Orden. 
Erdenberger gehört seit 2006 auch dem „Lazarus-Orden“ im Range eines Commanders an. 2007 wurde er mit dem Crusaders Medal Award, der Pilgermedaille des Lazarus-Ordens geehrt. Die Auszeichnung wurde ihm von Patriarch Gregor III. Laham  für seinen Einsatz für die Friedensbemühungen im Nahen Osten persönlich überreicht. Im Oktober 2008 wurde Erdenberger auf einer Investiturfeier des Ordens in Maastricht zum Ritter geschlagen und 2020 zum Ritterkomtur KCLJ befördert. Wegen seiner ausgesprochen guten Verbindungen in die Länder im Nahen Osten und seiner guten Kenntnisse über die dortige Situation wurde er in das Ordenskapitel des Lazarus-Grosspriorates Europa berufen.
Am 20. Mai 2021 überreichte ihm die Kölner Oberbürgermeisterin Henriette Reker das von Bundespräsident Frank-Walter Steinmeier "...in Anerkennung der um Volk und Staat erworbenen besonderen Verdienste" verliehene "Verdienstkreuz am Bande des Verdienstordens der Bundesrepublik Deutschland".